# Ad Turres (Brucio)
Ad Turres fue una antigua ciudad de Brucio, en la Vía Aquilia, a 29 km de Ad Sabbatum y 21 km de Angitula. Se ha identificado tanto con Maida como con Lamezia Terme.